# Pablo Belsito
Pablo Esteban Belsito (Buenos Aires, 29 marzo 1986) è un giocatore di calcio a 5 argentino.

## Carriera

### Club
Inizia la sua carriera in Argentina nel General Lamadrid e nel Ferro Carril Oeste. Trasferitosi in Italia gioca per Cadoneghe, Sporting Marca, Arzignano, Napoli Barrese, Marca Futsal, Fassina e Belluno. Torna a riassaporare la serie A con la maglia del Venezia, con cui chiude il campionato al dodicesimo posto e retrocedendo dopo la sconfitta nei play-out contro il Napoli. La stagione successiva fa ritorno al Gruppo Fassina scendendo nuovamente di categoria, mentre il 4 agosto 2014 si trasferisce alla neopromossa CAME Dosson.

### Nazionale
Belsito ha fatto parte della selezione argentina che ha preso parte alla Coppa del Mondo 2012.

## Palmarès
- Supercoppa italiana: 1
Marca: 2010
- Campionato di Serie A2: 1
Dosson: 2015-16 (girone A)
- Coppa Italia di Serie A2: 1
Dosson: 2015-16